# Ole Selnæs
Ole Kristian Selnæs (ur. 7 lipca 1994 w Trondheim) – norweski piłkarz występujący na pozycji pomocnika. Zawodnik klubu AS Saint-Étienne w Ligue 1.

## Kariera klubowa
Selnæs treningi rozpoczął w zespole Skjetten SK. Następnie grał w Sverresborg IL, a w 2009 roku przeszedł do juniorów Rosenborga. W 2012 roku został włączony do jego pierwszej drużyny. W Tippeligaen zadebiutował 1 kwietnia 2012 w zremisowanym 2:2 meczu z Lillestrøm SK. W sezonie 2013 wraz z Rosenborgiem wywalczył wicemistrzostwo Norwegii, a także dotarł z nim do finału Pucharu Norwegii. W sezonie 2014 ponownie osiągnął finał Pucharu Norwegii, a z kolei w sezonie 2015 zdobył mistrzostwo Norwegii oraz Puchar Norwegii.
W styczniu 2016 roku Selnæs podpisał kontrakt z francuskim AS Saint-Étienne. W Ligue 1 zadebiutował 21 lutego 2016 w zremisowanym 1:1 spotkaniu z Olympique Marsylia.

## Kariera reprezentacyjna
W reprezentacji Norwegii Selnæs zadebiutował 24 marca 2016 w zremisowanym 0:0 towarzyskim meczu z Estonią.